# Галеас

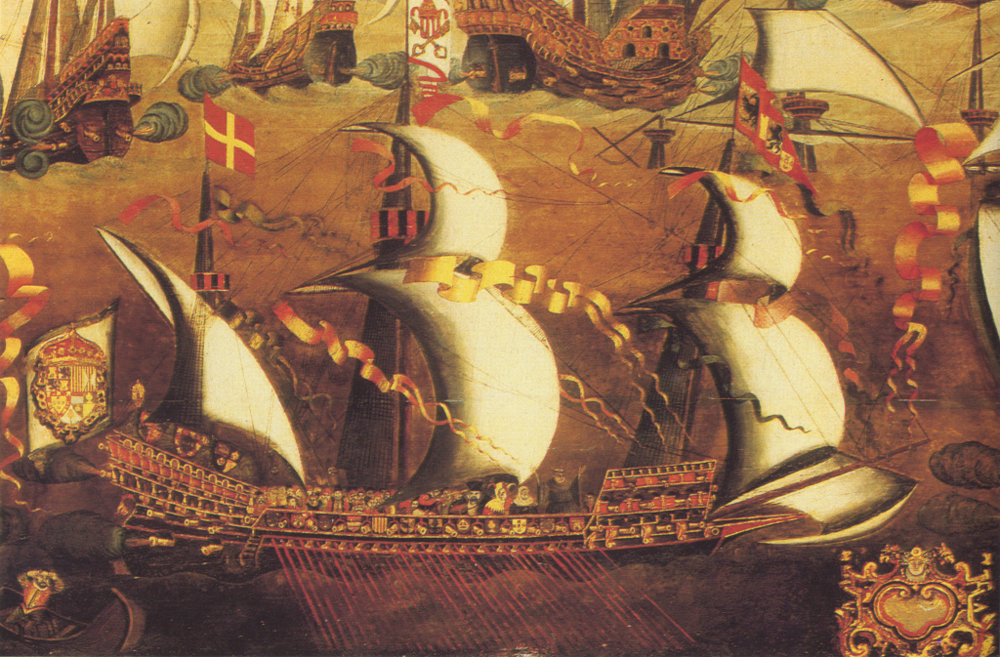
Іспанський галеас XVI століття

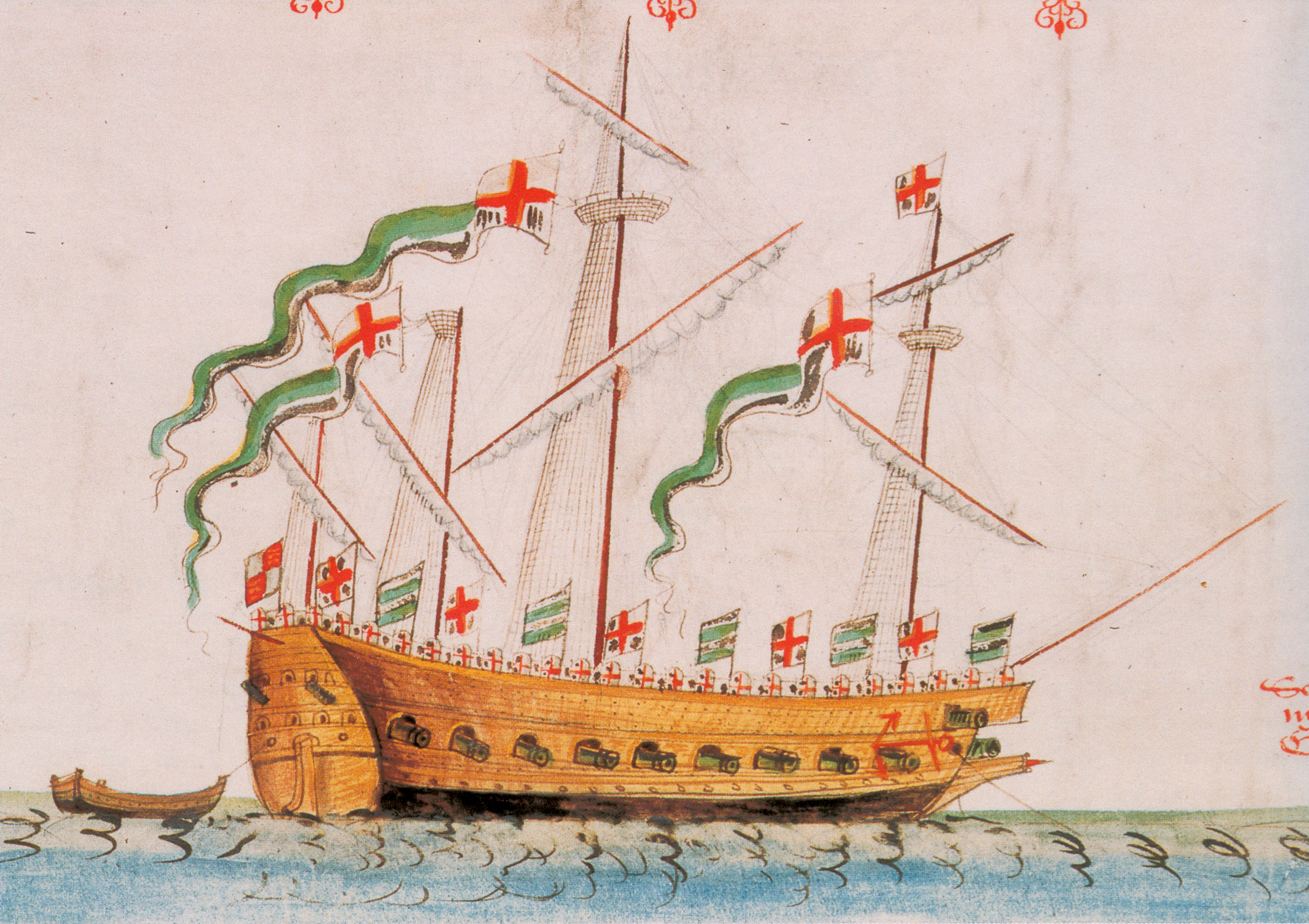
Англійський галеас 16-го століття Antelope. Порти весел розташовані нижче гарматних портів. Ілюстрація з Anthony Roll, 1546.

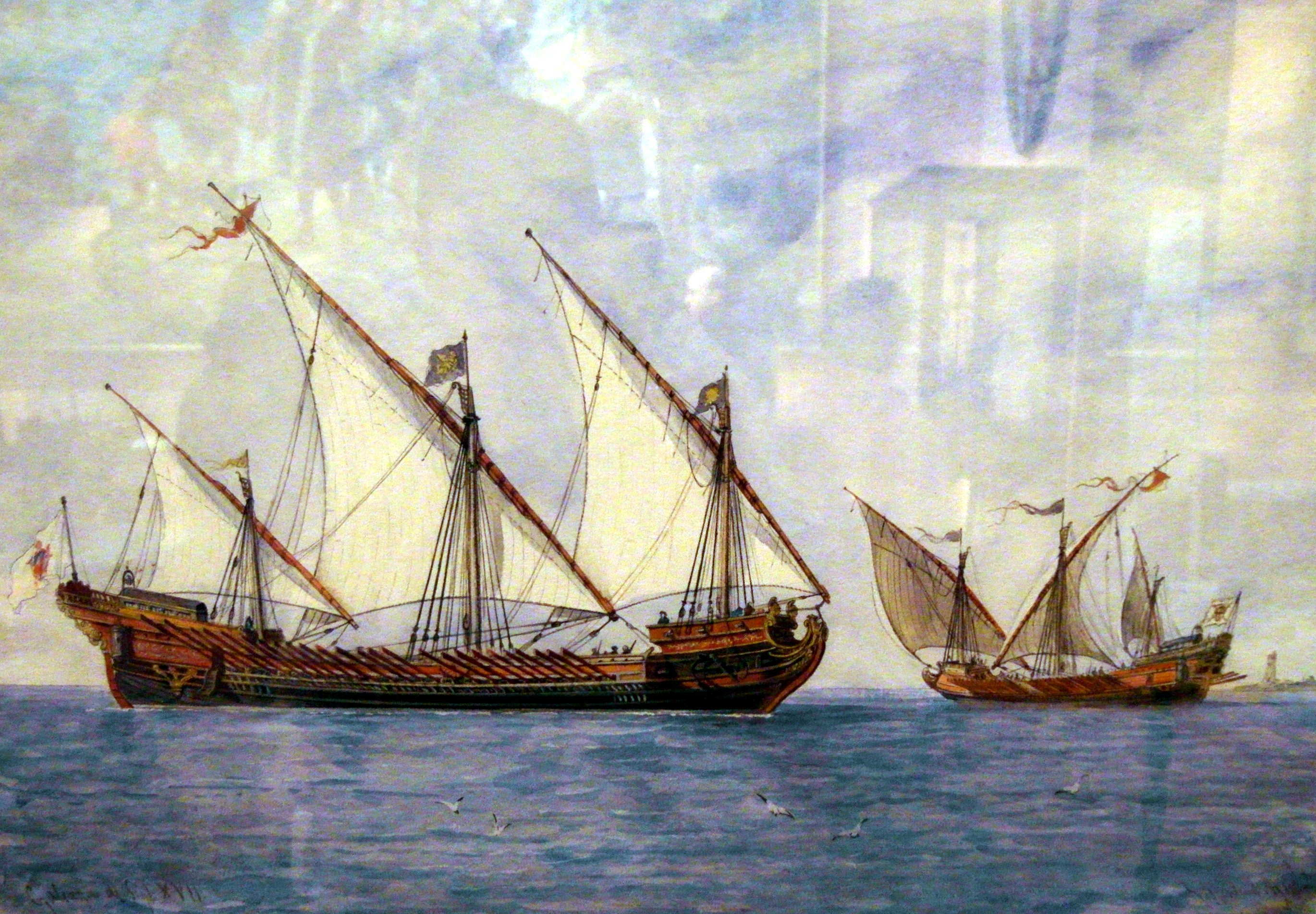
Венеційський галеас XVI століття

Галеас (італ. galeazza) — тип вітрильно-веслувальних військових кораблів. Назва означає «велика галера».
Галеас — надпотужна галера, побудована на початку XVI століття. Сенс створення галеасів полягав у тому, щоб мати можливість встановити на кораблі більшу кількість гармат, а також забезпечити навігацію в зимовий час, тому що звичайні галери плавали тільки влітку. Співвідношення довжини до ширини було меншим, ніж у галер, і становило 6:1 чи навіть 5:1.
Найближчий попередник галеаса, відомий з морських літописів Венеції, було спроєктовано Вітторе Фаусто (Vittore Fausto) у 1529 р. Це була велика галера з п'ятьма веслами на банку. За словами капітана Пантеро-Пантера (Pantero-Pantera) 1567 року в Барселоні за наказом короля Іспанії Філіпа II збудовано гігантський галеас з 36 банками (ймовірно, по 18 з кожного боку) і 7 веслами на кожну банку. Такий галеас був некерованим через свою важкість і погану повороткість. Ці випробування не продемонстрували переваг величезних галеасів із кількома веслами на банку, тому в битві при Лепанто галеаси були вже лише з одним веслом на банку. Такі галеаси побудував «proto dei marangoni» (майстер-кораблебудівник) венеційської військової корабельні Франческо Брессан (Francesco Bressan). Бойові галеаси Лепанто були завдовжки 50 м та понад 6 м завширшки.
Довжина галеасів сягала 80 метрів. Тридцять весел з кожного борту. Інакше кажучи, галеас був задуманий як комбінація галери і галеона — типовий вітрильник своєї епохи (XVI — XVIl ст.). На кожне весло саджали 4-7 веслярів, вони працювали між палубами, щоб не заважати ні матросам, ні солдатам. Верхня палуба несла вже 70 гармат. Важкі гармати ставили на круглому майданчику носової частини, звідки можна було вести вогонь у будь-якому напрямку. Галеас був першим вітрильником, де гармати розміщувалися не на верхній палубі по бортах, а закривалися фальшбортами. На кормі галеаса ставили легкі кулеврини. Це виявилося можливим тому, що галеас був дуже об'ємним. Його ширина сягала 16 метрів, а екіпаж, включаючи веслярів, матросів і солдатів, становив до 800 осіб. Оскільки водотоннажність галеаса була близько 1000 тонн, то й осадка його була глибшою, ніж у галери.
Як і інші типи кораблів, галеаси зазнавали модифікації з плином часу. У пізніших зразків бакова надбудова (форкастль) і пів'ют набули належної форми верхніх надбудов (кастлів) з двома батареями гармат; два кормових весла зникли, і нарешті двох кормових таранів більше не існувало, а планшир подовжився і став огинати корму, подібно галереям на пізніших суднах.
Бойове застосування
- Уперше цей тип корабля застосували венеційці у битві при Лепанто. Було розгорнуто лише шість галеасів (по два на кожен з головних напрямків атаки), як авангард під командуванням проведитора Франческо Дуодо (Francesco Duodo)[3]. У цій битві османські галери так і не змогли взяти їх на абордаж, при цьому кожен з них вів артилерійський бій з кількома кораблями противника, що довело ефективність великого корабля з високим бортом і потужною артилерією.

- Чотири галеаси, частина ескадри з Неаполітанського королівства, супроводжували Непереможну Армаду (Girona, Napolitana, Zúñiga та флагман San Lorenzo — кораблі, ймовірно, збудовані в Сицилії). Їх було розміщено в авангарді бойового блоку, а під час операції в Ла-Манші їх застосовували як рятувальну групу або для стримування атак Королівського флоту. Коли San Lorenzo сів на мілину в Кале, а командир ескадри Уго де Монкада (Hugo de Moncada) загинув у зіткненні з ворогом, галеаси втратили свого лідера і лише двоє «пережили» британську експедицію. Починаючи з цієї дати, галеаси практично зникли з європейських військово-морських флотів, тільки Венеційська республіка зберігала їх до XVIII в.[4]
- Галеаси високо оцінив великий венеційський адмірал Франческо Морозіні: один з цих кораблів він обрав як флагман флоту під час Морейської війни (1684—1699).

Попри велику кількість веслярів на кожній банці, галеаси були повільними й маневрувати ними виявлялося настільки важко, що, як можна прочитати в описі битви при Лепанто, коли кораблі ставали в бойовий порядок, шість галеасів християнського флоту довелося тягнути на буксирі до місця, яке їм належало зайняти.